# Johann Hilmar Adolph von Schönfeld
Johann Hilmar Adolph Freiherr von Schönfeld, ab 1788 Graf von Schönfeld (* 18. Juni 1743 in Löbnitz (Sachsen); † 6. März 1820 in Wien) war ein königlich-sächsischer Gesandter und Minister in Wien sowie Rittergutsbesitzer.

## Herkunft

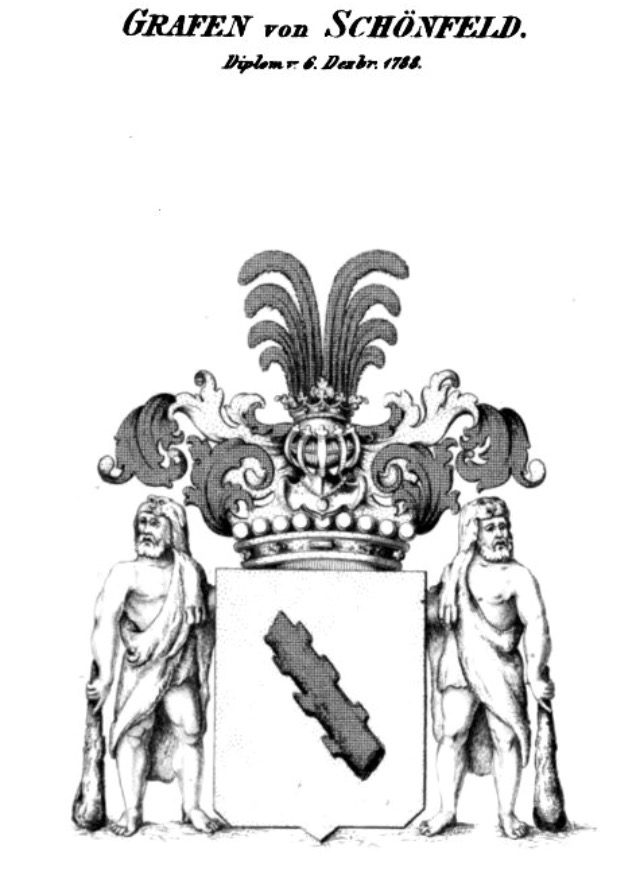
Wappen der Grafen von Schönfeld

Er stammte aus der Löbnitzer Linie des sächsischen Adelsgeschlechts von Schönfeldt und war der Sohn des Rittergutsbesitzers Heinrich Rudolph von Schönfeldt auf Löbnitz-Schlossteil. Seit 1784 war Schönfeldt kursächsischer und ab 1806 königlich-sächsischer Gesandter und Minister in Wien, nachdem er zuvor in dieser Funktion bereits in Venedig und Paris tätig war.
Für seine Verdienste und seine Abstammung und somit Anknüpfung an die bereits seit 1704 gräfliche Linie Wachau des Hauses Schönfeld, die jedoch bereits kurze Zeit später im Mannesstamme erlosch, wurde er als kursächsischer wirklicher Kämmerer am 6. März 1788 vom Kaiser Joseph II.  in den Reichsgrafenstand erhoben und ihm die Anrede „Hoch- und Wohlgeboren“ verliehen. Zu diesem Zeitpunkt besaß er nicht nur Löbnitz, sondern war auch Herr über die Rittergüter Störmthal und Liebertwolkwitz.
Aufgrund der berufsbedingten Abwesenheit aus Löbnitz ließ er sein Rittergut Löbnitz-Schlossteil verpachten.

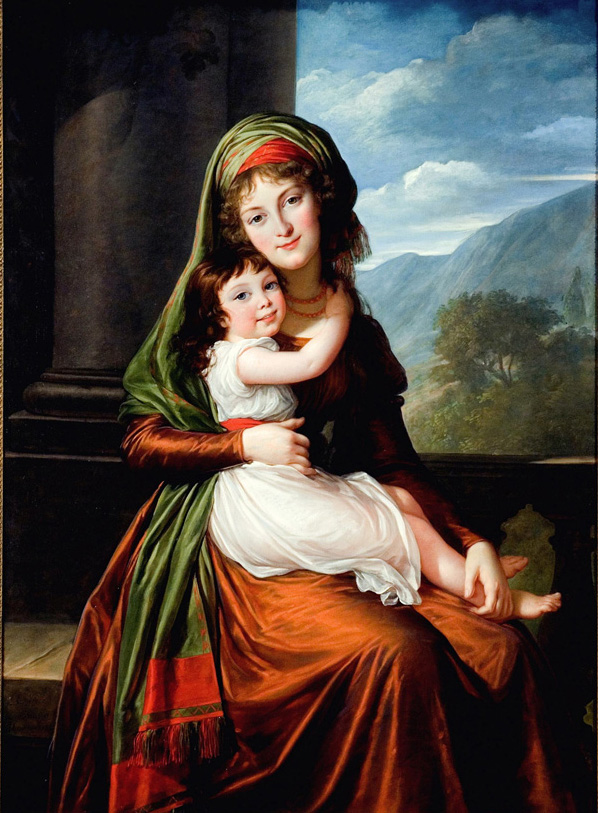
Schönfelds Gemahlin, Gräfin Ursula Viktoria von Fries, gemalt von E.Vigee-Lebrun 1793

## Familie
Er heiratete in Wien am 20. Juli 1788 Ursula Margaretha Agnes Victoria Ludovica Gräfin von Fries (* 3. Februar 1767; † 6. März 1805). Das Paar hatte mehrere Kinder:
- Ludwig (* 20. März 1791; † 19. August 1828), Rittmeister ⚭ 1827 Gräfin Rosalie von Grünne (* 3. März 1805; † 20. April 1841)[3]
- Adolph Ludwig Moritz (* 2. Oktober 1797; † 6. April 1883), Ehrenritter des Malteserordens ⚭ 1825 Gräfin Anna Maria Pálffy de Erdöd (* 19. April 1804; † 6. Mai 1890)

Der Urenkel von Adolph, Heinrich Graf von Schönfeldt (1884–1963), war einer der erfolgreichsten österreichischen Rennfahrer des frühen 20. Jahrhunderts.